# Czesław Bessaga
Czesław Marian Bessaga (ur. 26 lutego 1932 we Lwowie, zm. 20 września 2021 w Warszawie) – polski matematyk zajmujący się analizą funkcjonalną i topologią nieskończenie wymiarową, członek rzeczywisty PAN.

## Życiorys
Doktoryzował się w 1958 roku w Instytucie Matematycznym PAN na podstawie pracy O własnościach baz Schaudera dla pewnych klas przestrzeni typu F, przygotowanej pod kierunkiem Stanisława Mazura. W latach 1965–1998 kierownik Katedry (później Zakładu) Analizy Funkcjonalnej w Instytucie Matematyki Uniwersytetu Warszawskiego. W latach 1970–1975 zastępca dyrektora Instytutu Matematyki. Prodziekan Wydziału Matematyki, Informatyki i Mechaniki UW w latach 1984–1987. Od 1976 członek korespondent PAN, członek rzeczywisty PAN od 1991. 
Członek rzeczywisty Towarzystwa Naukowego Warszawskiego od 1983.
W latach dziewięćdziesiątych XX wieku przewodniczący Komitetu Głównego Olimpiady Matematycznej. Redaktor czasopisma Studia Mathematica. Był promotorem pracy doktorskiej Henryka Toruńczyka, Tadeusza Dobrowolskiego i Jerzego Mogilskiego.  
Udowodnił twierdzenie (nazywane twierdzeniem Bessagi) będące twierdzeniem odwrotnym do twierdzenia Banacha o punkcie stałym. Wspólnie z Aleksandrem Pełczyńskim scharakteryzował izomorfizmy pomiędzy przestrzeniami Banacha funkcji ciągłych na przeliczalnych przestrzeniach zwartych oraz tzw. zasadę wyboru Bessagi-Pełczyńskiego.

## Książki
- Selected topics in infinite-dimensional topology. Monografie Matematyczne, Tom 58. PWN, Warszawa, 1975 (wspólnie z A. Pełczyńskim)[9][10].

## Nagrody i odznaczenia
- 1961: Nagroda im. Stefana Banacha,
- 1970: Nagroda Ministra Edukacji,
- 1974: Nagroda państwowa I stopnia, zespołowa,
- 1973: Krzyż Kawalerski Orderu Odrodzenia Polski.